# 정혜공주묘
정혜공주묘(貞惠公主墓)는 중국 지린성 옌볜 조선족 자치주 돈화시 남쪽 5km에 위치하며 북쪽으로는 육정산(六頂山)이 있다. 778년에 만들어진 발해 초기 고분이다. 제3대 왕인 문왕의 둘째 딸 정혜공주의 유해를 안치하고 있다.

## 무덤
1949년 9월에 발굴된 무덤의 깊이는 2m이고 너비는 2.8m, 남북으로 난 길이는 2.9m이다. 무덤 벽면은 용암석과 현무암을 다듬어 8~9층으로 쌓아 올려져 있다.

## 공주와 신하들
묘비명에는 문왕의 둘째 딸인 정혜공주에 대한 설명이 있다.
정혜공주는 정효공주(貞孝)의 언니이기도 하다. 779년 공주가 죽어 여름에 매장하였다.

## 다른 건축물
대형의 돌방봉토무덤[石室封土墳]으로 널방[玄室]과 널길[羨道]및 묘도(墓道)로 구성되었으며, 모줄임[抹角藻井] 천장이다.

## 현재 상태
현재 정혜공주묘의 상태는 중화인민공화국 정부의 무관심으로 정문은 녹슨 자물쇠로 채워있고, 안내 비석의 글씨는 겨우 알아 볼 정도로 뭉개져 있다.
정혜공주의묘는 고구려 고분 양식으로 지어졌으므로 중국은 발해를 자신들의 역사라고 주장하기 위해 정혜공주의묘를 방치하고 한국인에게 공개를 금지하고있다.

## 같이 보기
- 정혜공주
- 정혜공주묘비
- 정효공주
- 정효공주묘
- 정효공주묘비

## 참고 자료
- 정혜공주묘 두산백과
- 정혜공주묘비 두산백과